# Спорт в Башкортостане
Спорт в Республике Башкортостан находится в ведении Министерства спорта Республики Башкортостан и управляется региональными спортивными федерациями.

## История
Спорт в Башкортостане начинает развиваться в XIX веке. Известно, что в 1899 году в Милане чемпионом мира по тяжелой атлетике стал уфимец Сергей Елисеев. Ещё до Октябрьской революции в Уфе были теннис, фигурное катание, футбол, гимнастика и другие виды спорта. С 1915 года работал филиал спортивного гимнастического общества «Сокол».
Системное развитие спорта в Башкортостане начинается в советский период. Спортивные клубы, общественные организации возникли в Башкортостане в 1920 году как военно-спортивные клубы Всеобуча. В мае 1922 года в Башкирской АССР прошли легкоатлетические соревнования.
В 1923 году при Башкирском центральном исполнительном комитете создается Высший совет физкультуры, в том же году была проведена I Всебашкирская олимпиада. В программе олимпиады были легкая атлетика, футбол, баскетбол, теннис, гимнастика, плавание, велогонки и татаро-башкирские национальные игры.
Первая Всебашкирская Спартакиада состоялась в 1924 году в Уфе. В 20-е годы Спартакиады проходили под лозунгом «От сабантуя к Спартакиаде, от Спартакиады к поголовному вовлечению трудящихся деревни в физическую культуру» и сыграли огромную роль в развитии массового спорта в республике.
В 1925 году создано первое в Башкирской республике спортивное общество. В 30-е годы в Башкортостане начинают создаваться массовые профсоюзные ДСО: «Спартак», «Труд», «Локомотив», «Урожай», «Водник», «Буревестник» и др. Их задача заключалась в укреплении коллективов физкультуры как основного звена физкультурного движения, улучшении воспитательной работы среди молодёжи. После войны количество ДСО ещё увеличилось, они реорганизовались, объединялись, но основную свою задачу — задачу приобщения молодёжи к здоровому образу жизни они выполняли.
В январе 1928 года в г. Уфе впервые были продемонстрированы волейбол и настольный теннис.
В 1928 году сборная БАССР впервые участвовала в Спартакиаде национальных республик РСФСР (Казань). В послевоенные годы в республике проводились Спартакиады вузов, техникумом, школьников, профсоюзов, добровольных спортивных обществ, коллективов физической культуры, спортклубов и т. д.
В 60-80 годы были популярны «Олимпийские надежды Башкирии». В 1956—1991 годы спортсмены республики регулярно участвовали в Спартакиадах народов СССР и завоевывали высокие награды.
В 1925 году в Уфе создано — стрелковое общество «Динамо». Во время ВОВ (1943) созданы ДСО «Смена» и «Трудовые резервы» (ныне «Юность Башкортостана»). После войны количество ДСО увеличилось: появились «Наука», «Красное знамя», «Энергия» и др.
Русское ДСО профсоюзов осуществлял отдел физкультуры и спорта Башкирской области совета профсоюзов. Последняя реорганизация ДСО профсоюзов прошла в 1987 году: «Спартак», «Буревестник», «Труд», «Зенит», «Урожай» объединены в Башкирский республиканский совет Всесоюзного ДСО профсоюзов, который в 1992 году преобразован в Спортивное общество профсоюзов Республики Башкортостан.
Общественные организации, объединяющие спортсменов и физкультурников, возникли в Башкортостане в 20-е годы как военно-спортивные клубы Всеобучающего Президентского всесоюзного совета ДСО профсоюзов. В 60-е годы статус спортклуба были присвоен ведущим уфимским коллективам физкультуры: им. Салавата Юлаева, «Батыр», «Ак-Идель» (все с 1961 года), им. Гастелло (1962), «Уфимец» (1963), салаватский «Нефтехимик» (1967); уфимские техникумы физкультуры (1964), индустриальный (1965), механизации учёта (1965), автотранспортный (1969); сельским коллективам физкультуры: «Бакалы» Бакалинского (1967) и «Байрангул» Учалинского (1969) районов.
2003 год согласно Указу Президента Башкортостана в республике был объявлен «Годом спорта и здорового образа жизни».
В 2011 году в Республике учреждены Ведомственные награды Министерства молодёжной политики и спорта Республики Башкортостан: «Выдающийся спортсмен РБ», «Лучший тренер», «Лучший судья» и др.
В 2014 году в республике принята Государственная программа «Развитие физической культуры и спорта в Республике Башкортостан» на 2014—2018 годы. Целью программы является повышение интереса населения РБ к занятиям физической культурой, спортом и спортивным туризмом; подготовка специалистов; развитие инфраструктуры и материально-технической базы сферы физической культуры, спорта и спортивного туризма. В программе определены источники и размеры финансирования по годам.

## Награды за развитие спорта в РБ

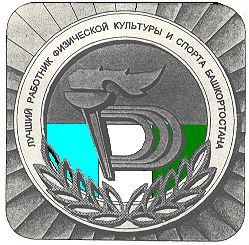
Лучший работник физической культуры и спорта
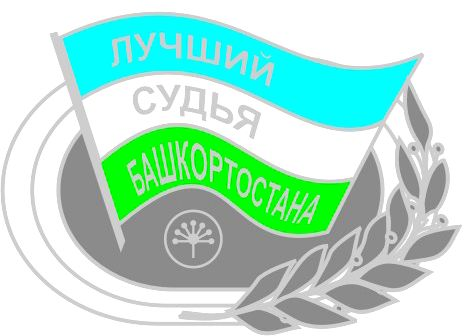
Лучший судья
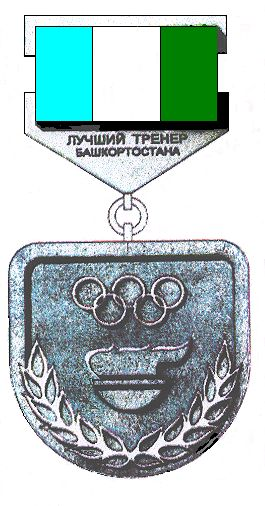
Лучший тренер
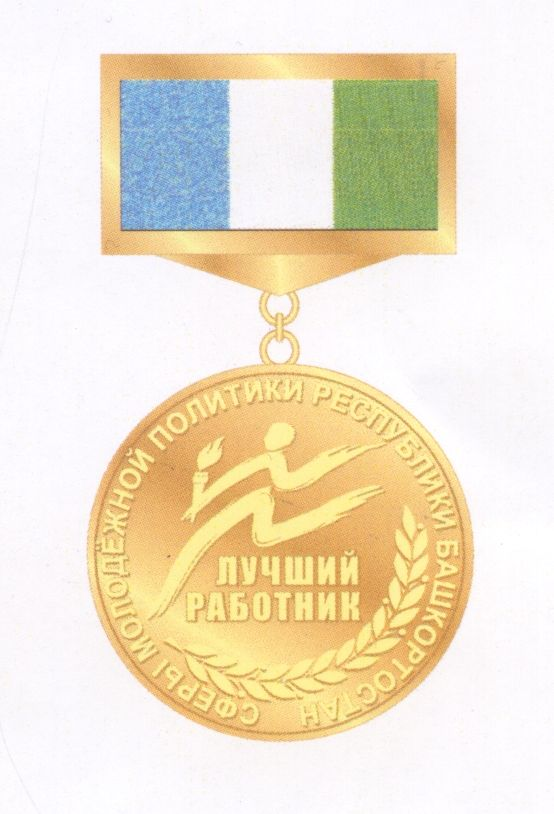
Почетный работник сферы молодёжной политики  РБ
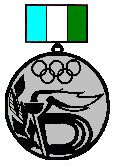
Выдающийся спортсмен РБ
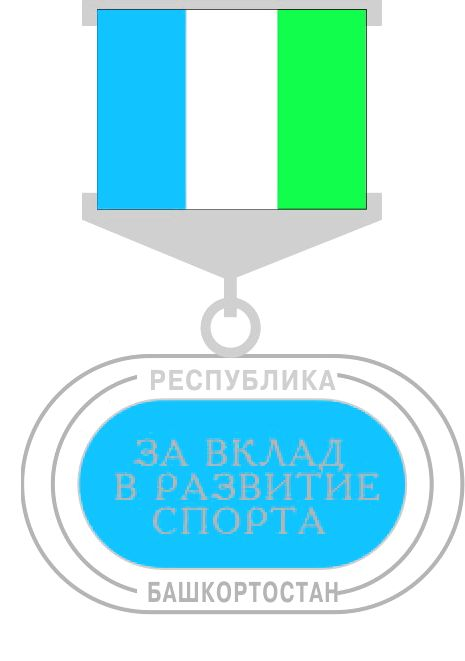
За развитие спорта РБ

## Виды спорта
В Башкортостане развиваются более 100 видов спорта, аккредитованы более 75 региональных спортивных федераций. К 2010 году в республике насчитывалось свыше 10 170 спортивных сооружений и людей занимающихся спортом — свыше 833,9 тысяч человек.

### Настольный теннис
Первый официальный матч по настольному теннису в Башкирии был проведен 22 января 1928 г. в клубе Союза торговых служащих (г. Уфа, ул. Ленина,14, бывшее Дворянское собрание).
Первая организация настольного тенниса в Башкирии была создана 28 января 1928 г. как секция настольного тенниса физкультурного кружка Союза торговых служащих.
Первый официальный Чемпионат Башкортостана прошёл в 1958 году.
| ГОД  | ЧЕМПИОНЫ БАШКИРИИ    | ЧЕМПИОНЫ БАШКИРИИ    | ЧЕМПИОНЫ БАШКИРИИ                     | ЧЕМПИОНЫ БАШКИРИИ                       | ЧЕМПИОНЫ БАШКИРИИ                     | ОБЛАДАТЕЛЬ КУБКА БАШКИРИИ | СИЛЬНЕЙШИЙ ИГРОК ГОДА | СИЛЬНЕЙШИЙ ИГРОК ГОДА |
| ГОД  | ОДИНОЧНЫЙ РАЗРЯД     | ОДИНОЧНЫЙ РАЗРЯД     | ПАРНЫЙ РАЗРЯД                         | ПАРНЫЙ РАЗРЯД                           | ПАРНЫЙ РАЗРЯД                         | ОБЛАДАТЕЛЬ КУБКА БАШКИРИИ | СИЛЬНЕЙШИЙ ИГРОК ГОДА | СИЛЬНЕЙШИЙ ИГРОК ГОДА |
| ГОД  | МУЖЧИНЫ              | ЖЕНЩИНЫ              | МУЖСКОЙ                               | ЖЕНСКИЙ                                 | СМЕШАННЫЙ                             | ОБЛАДАТЕЛЬ КУБКА БАШКИРИИ | МУЖЧИНЫ               | ЖЕНЩИНЫ               |
| 1958 | Ячменев Олег         | Сизова Александра    | Ячменев Олег Кандаков Дмитрий         | Лукьянова Галина Сизова Александра      | Кандаков Дмитрий Лукьянова Галина     |                           |                       |                       |
| 1959 | Ячменев Олег         | Лукьянова Галина     | Ячменев Олег Кандаков Дмитрий         |                                         |                                       |                           |                       |                       |
| 1960 | Мухутдинов Тагир     | Сахарова Маргарита   |                                       | Сахарова Маргарита Кутузова Маргарита   | Мухутдинов Тагир Сахарова Маргарита   |                           |                       |                       |
| 1961 | Хусаинов Радик       | Куликова Любовь      | Мухутдинов Tагир Пантелеев Евгений    | Сахарова Маргарита Куликова Любовь      | Пантелеев Евгений Куликова Любовь     |                           |                       |                       |
| 1962 | Пантелеев Евгений    | Куликова Любовь      |                                       | Сахарова Маргарита Куликова Любовь      | Сахаутдинов Р. Сизова Александра      |                           |                       |                       |
| 1963 | Пантелеев Евгений    | Куликова Любовь      | Злотский Семен Харисов Ришат          |                                         | Пантелеев Евгений Куликова Любовь     |                           |                       |                       |
| 1964 | Пантелеев Евгений    | Куликова Любовь      | Злотский Семен Брыков Владимир        | Куликова Любовь Смышляева               | Брыков Владимир Куликова Любовь       |                           |                       |                       |
| 1965 | Злотский Семен       | Куликова Любовь      | Резнов Анатолий Мухутдинов Тагир      | Герасимова А. Ионова М.                 | Смирнов Николай Копытина Ольга        |                           |                       |                       |
| 1966 | Ячменев Олег         | Копытина Ольга       | Резнов Анатолий Мухутдинов Тагир      | Герасимова А. Ионова М.                 | Смирнов Николай Копытина Ольга        |                           |                       |                       |
| 1967 | Смирнов Николай      | Копытина Ольга       | Злотский Семен Мокрополов Олег        |                                         |                                       |                           |                       |                       |
| 1968 | Герасимов Григорий   | Копытина Ольга       | Злотский Семен Мокрополов Олег        |                                         | Мокрополов Олег Копытина Ольга        |                           |                       |                       |
| 1969 | Злотский Семен       | Вотинцева Любовь     | Брыков Владимир Митюрин Владимир      | Вотинцева Любовь Погорелова Надежда     | Смирнов Николай Яковлева Надежда      |                           |                       |                       |
| 1970 | Мокрополов Олег      | Яковлева Надежда     | Чернышев Александр Мокрополов Олег    | Малышева Наталья Яковлева Надежда       | Дубровский Михаил Галимова Софья      |                           |                       |                       |
| 1971 | Чернышев Александр   | Яковлева Надежда     | Коротеев Георгий Смирнов Николай      | Мурадымова Валентина Яковлева Надежда   | Смирнов Николай Яковлева Надежда      |                           |                       |                       |
| 1972 | Лебедев Валерий      | Радыгина Тамара      | Романов Леонид Лебедев Валерий        | Мурадымова Валентина Радыгина Тамара    |                                       |                           |                       |                       |
| 1973 | Хоряков Виктор       | Мурадымова Валентина | Митюрин Владимир Хоряков Виктор       | Макулевич Ядвига Сафронова              | Мустафин Рафаэль Мурадымова Валентина |                           |                       |                       |
| 1974 | Лебедев Валерий      | Бражникова Надежда   | Родионов Николай Лебедев Валерий      | Яковлева Надежда Бражникова Надежда     | Пахомов Бражникова Надежда            |                           |                       |                       |
| 1975 | Лебедев Валерий      | Яковлева Надежда     | Никифоров Олег Лебедев Валерий        | Яковлева Надежда Макулевич Ядвига       | Локтионов Матвеева                    |                           |                       |                       |
| 1976 | Переверзев Сергей    | Куликова Любовь      | Буков Сергей Романов Леонид           | Куликова Любовь Макулевич Ядвига        | Лебедев Валерий Яковлева Надежда      |                           |                       |                       |
| 1977 | Мокрополов Олег      | Яковлева Надежда     | Буков Сергей Ким Никанор              | Куликова Любовь Яковлева Надежда        | Ким Никанор Моисеева Елена            |                           |                       |                       |
| 1978 | Лебедев Валерий      | Макулевич Ядвига     | Павленко Сергей Юртаев Сергей         | Макулевич Ядвига Галиуллина Лиля        | Мустафин Рафаэль Черни Антонина       |                           |                       |                       |
| 1979 | Переверзев Сергей    |                      |                                       |                                         |                                       |                           |                       |                       |
| 1980 | Павленко Сергей      |                      | Щербак Алексей Дьяков Валерий         |                                         |                                       |                           |                       |                       |
| 1981 | Павленко Сергей      | Макулевич Ядвига     |                                       | Ахметова Гульнара Макулевич Ядвига      | Павленко Сергей Фролова Елена         |                           |                       |                       |
| 1982 | Буков Сергей         | Ахметова Гульнара    | Мустафин Рафаэль Попов Вячеслав       | Ахметова Гульнара Макулевич Ядвига      | Мустафин Рафаэль Ахметова Гульнара    |                           |                       |                       |
| 1983 | Буков Сергей         | Ахметова Гульнара    | Лебедев Валерий Буков Сергей          | Ахметова Гульнара Макулевич Ядвига      | Смирнов Николай Мурадымова Валентина  |                           |                       |                       |
| 1984 | Лебедев Валерий      | Ахметова Гульнара    | Лебедев Валерий Буков Сергей          | Мурадымова Валентина Яковлева Надежда   | Лебедев Валерий Яковлева Надежда      |                           |                       |                       |
| 1985 | Буков Сергей         |                      |                                       |                                         |                                       |                           |                       |                       |
| 1986 | Переверзев Сергей    |                      |                                       |                                         |                                       |                           |                       |                       |
| 1987 | Мустафин Рафаэль     |                      |                                       |                                         |                                       |                           |                       |                       |
| 1988 | Лебедев Валерий      | Махмудова Гузель     | Лебедев Валерий Буков Сергей          | Конькова Юлия Бузько Ольга              | Гильманов Рустем Конькова Юлия        |                           |                       |                       |
| 1989 | Павленко Сергей      | Попова Елена         | Лебедев Валерий Павленко Сергей       | Махмудова Гузель Попова Елена           | Митюрин Олег Махмудова Гузель         |                           |                       |                       |
| 1990 | Лебедев Валерий      | Попова Елена         | Лебедев Валерий Павленко Сергей       | Байракова Ольга Хакимова Маргарита      | Митюрин Олег Попова Елена             |                           | Лебедев Валерий       | Попова Елена          |
| 1991 | Ахмеров Ринат        | Попова Елена         | Лебедев Валерий Павленко Сергей       | Попова Елена Махмудова Гузель           | Митюрин Олег Попова Елена             |                           | Мустафин Рафаэль      | Попова Елена          |
| 1992 | Мустафин Рафаэль     | Сагдеева Татьяна     | Наконечный Андрей Мутагаров Артур     | Калашникова Инна Махмудова Гузель       | Мустафин Рафаэль Хакимова Маргарита   |                           | Мустафин Рафаэль      | Попова Елена          |
| 1993 | Мустафин Рафаэль     | Попова Елена         | Наконечный Андрей Мутагаров Артур     | Калашникова Инна Попова Елена           | Мустафин Рафаэль Хакимова Маргарита   |                           | Мустафин Рафаэль      | Макулевич Ядвига      |
| 1994 | Урманов Артур        | Журавлева Любовь     | Лебедев Валерий Митюрин Олег          | Моисеева Елена Хакимова Маргарита       | Митюрин Олег Калашникова Инна         |                           | Мустафин Рафаэль      | Моисеева Елена        |
| 1995 | Мустафин Рафаэль     | Кузнецова Любовь     | Мутагаров Артур Мустафин Рафаэль      | Шайхисламова Елена Яковлева Надежда     | Мустафин Рафаэль Хакимова Маргарита   |                           | Мустафин Рафаэль      | Моисеева Елена        |
| 1996 | Аббасов Рустамхон    | Журавлева Любовь     | Мутагаров Артур Буков Сергей          | Шайхисламова Елена Карпова Анастасия    | Буков Сергей Луговая Елена            |                           | Аббасов Рустамхон     | Кузнецова Любовь      |
| 1997 | Аббасов Рустамхон    | Кузнецова Любовь     | Мазмаев Руслан Коновалов Константин   | Моисеева Елена Хакимова Маргарита       | Мутагаров Артур Хакимова Маргарита    |                           | Мутагаров Артур       | Моисеева Елена        |
| 1998 | Коновалов Константин | Шайхисламова Елена   | Мазмаев Руслан Коновалов Константин   | Шайхисламова Елена Карпова Анастасия    | не определялись                       |                           | Коновалов Константин  | Шайхисламова Елена    |
| 1999 | Аббасов Рустамхон    | Шайхисламова Елена   | Мазмаев Руслан Коновалов Константин   | Сагдеева Татьяна Сафина Дилноза         | Буков Сергей Алмаева Арина            |                           | Аббасов Рустамхон     | Шайхисламова Елена    |
| 2000 | Аббасов Рустамхон    | Байдуганова Надежда  | Гайсин Евгений Мустафин Рафаэль       | Шайхисламова Елена Карпова Анастасия    | Гайсин Евгений Байдуганова Надежда    | Коновалов Константин      | Гайсин Евгений        | Денисова Юлия         |
| 2001 | Мазмаев Руслан       | Байдуганова Надежда  | Наконечный Андрей Нургалиев Радик     | Сагдеева Татьяна Байдуганова Надежда    | Нургалиев Радик Байдуганова Надежда   | Нургалиев Радик           | Мазмаев Руслан        | Байдуганова Надежда   |
| 2002 | Нургалиев Радик      | Шайхисламова Елена   | Наконечный Андрей Нургалиев Радик     | Байдуганова Надежда Лелеченко Анастасия | Мазмаев Руслан Моисеева Елена         | Аббасов Рустамхон         | Коновалов Константин  | Байдуганова Надежда   |
| 2003 | Гизятов Сергей       | Байдуганова Надежда  | Гизятов Сергей Мазмаев Руслан         | Сагдеева Татьяна Байдуганова Надежда    | Аббасов Рустамхон Шайхисламова Елена  | Гизятов Сергей            | Гизятов Сергей        | Байдуганова Надежда   |
| 2004 | Гизятов Сергей       | Шайхисламова Елена   | Гизятов Сергей Мустафин Рафаэль       | Шайхисламова Елена Лелеченко Анастасия  | Яковлев Михаил Герасимова Эмма        | Яковлев Михаил            | Мазмаев Руслан        | Шайхисламова Елена    |
| 2005 | Урманов Артур        | Мурсалимова Инна     | Аббасов Рустамхон Урманов Артур       | Алмаева Арина Герасимова Эмма           | Аббасов Рустамхон Шайхисламова Елена  | Яковлев Михаил            | Яковлев Михаил        | Ратникова Наталья     |
| 2006 | Яковлев Михаил       | Ратникова Наталья    | Аббасов Рустамхон Урманов Артур       | Ратникова Наталья Фадеева Елена         | Нургалиев Радик Мурсалимова Инна      | Аббасов Рустамхон         | Яковлев Михаил        | Фадеева Елена         |
| 2007 | Яковлев Михаил       | Фадеева Елена        | Аббасов Рустамхон Урманов Артур       | Ратникова Наталья Фадеева Елена         | Гизятов Сергей Фадеева Елена          | Яковлев Михаил            | Яковлев Михаил        | Ратникова Наталья     |
| 2008 | Гизятов Сергей       | Ратникова Наталья    | Аббасов Рустамхон Урманов Артур       | Шайхисламова Елена Герасимова Эмма      | Яковлев Михаил Журавлева Любовь       | Яковлев Михаил            | Яковлев Михаил        | Ратникова Наталья     |
| 2009 | Лежнев Игорь         | Ратникова Наталья    | Лежнев Игорь Лежнев Артем             | Фадеева Елена Ратникова Наталья         | Яковлев Михаил Фадеева Елена          | Яковлев Михаил            | Лежнев Игорь          | Ратникова Наталья     |
| 2010 | Байбулдин Андрей     | Байбулдина Анастасия | Аббасов Рустамхон Урманов Артур       | Байбулдина Анастасия Ратникова Наталья  | Байбулдин Андрей Байбулдина Анастасия | Яковлев Михаил            | Яковлев Михаил        | Ратникова Наталья     |
| 2011 | Аббасов Рустамхон    | Пояркова Екатерина   | Аббасов Рустамхон Урманов Артур       | Мурзакаева Эльвира Журавлева Любовь     | Харламов Руслан Ратникова Наталья     | Яковлев Михаил            | Яковлев Михаил        | Ратникова Наталья     |
| 2012 | Яковлев Михаил       | Прокофьева Елена     | Яковлев Михаил Срумов Антон           | Мурзакаева Эльвира Мурзакаева Миляуша   | Яковлев Михаил Курбаншоева Лесана     | Аббасов Рустамхон         | Яковлев Михаил        | Ратникова Наталья     |
| 2013 | Аббасов Рустамхон    | Ратникова Наталья    | Аббасов Рустамхон Урманов Артур       | Ратникова Наталья Исламгулова Лилия     | Сафиуллин Азат Мурзакаева Миляуша     | Мазмаев Руслан            | Харламов Руслан       | Ратникова Наталья     |
| 2014 | Семенов Константин   | Прокофьева Елена     | Семенов Константин Байрамалов Леонид  | Кочарян Лилит Аминева Элина             | не определялись                       | Аббасов Рустамхон         | Мазмаев Руслан        | Ратникова Наталья     |
| 2015 | Семенов Константин   | Сайфуллина Азалия    | Максютов Азат Срумов Антон            | Сайфуллина Азалия Шарафиева Ксения      | не определялись                       | Яковлев Михаил            | Мазмаев Руслан        | Запольских Алена      |
| 2016 | Семенов Константин   | Ратникова Наталья    | Семенов Константин Байрамалов Леонид  | Ратникова Наталья Кочарян Лилит         | Горбунов Вячеслав Запольских Алена    | Мазмаев Руслан            | Фоминых Илья          | Лончакова Юлия        |
| 2017 | Горбунов Вячеслав    | Лончакова Юлия       | Яковлев Денис Фоминых Илья            | Запольских Алена Лончакова Юлия         | Фоминых Илья Абдулганеева Анастасия   | Маркелов Николай          | Фоминых Илья          | Лончакова Юлия        |
| 2018 | Фоминых Илья         | Лончакова Юлия       | Семенов Константин Байрамалов Леонид  | Запольских Алена Лончакова Юлия         | Клементьев Роман Запольских Алена     | Семенов Константин        | Аббасов Рустамхон     | Лончакова Юлия        |
| 2019 | Топорков Артур       | Ратникова Наталья    | Байрамалов Леонид Срумов Антон        | Запольских Алена Лончакова Юлия         | Аббасов Рустамхон Запольских Алена    | Топорков Артур            | Аббасов Рустамхон     | Лончакова Юлия        |
| 2020 | Семенов Константин   | Ратникова Наталья    | Мазмаев Руслан Кузнецов Александр     | Ратникова Наталья Лончакова Юлия        | Срумов Антон Лончакова Юлия           | Топорков Артур            | Семенов Константин    | Лончакова Юлия        |
| 2021 | Семенов Константин   | Лончакова Юлия       | Семенов Константин Коврижников Максим | Апсатарова Дарина Якупова Дина          | Семенов Константин Лончакова Юлия     |                           |                       |                       |

В настоящее время управляет настольным теннисом как олимпийским видом спорта Федерация настольного тенниса Республики Башкортостан (ФНТ РБ) — общественная организация, имеющая государственную аккредитацию, целями которой является развитие настольного тенниса в Республике Башкортостан, его пропаганда, организация и проведение спортивных мероприятий, определение Чемпионов, Обладателя Кубка, Победителей Первенства Республики Башкортостан, а также подготовка спортсменов — членов спортивных сборных команд Республики Башкортостан по настольному теннису (в соответствии с Федеральным законом N329-ФЗ «О физической культуре и спорте в Российской Федерации»). Для достижения целей настольного тенниса Башкирии, 12 октября 2016 г. создан АНО ФКиС БАШ КЛУБ НАСТОЛЬНОГО ТЕННИСА, 12 октября 2021 г. создана Физкультурно-спортивная детско-молодежная региональная общественная организация ФЕДЕРАЦИЯ НАСТОЛЬНОГО ТЕННИСА БАШКОРТОСТАНА.
Сегодня в Республике настольным теннисом занимается более 25000 детей, ежегодно проводятся сотни республиканских соревнований.
В новейшей истории настольного тенниса Башкортостана подготовлено больше 10 мастеров спорта России, воспитанники башкирского настольного тенниса являются многократными победителями и призёрами международных и всероссийских соревнований, чемпионатов и первенств России. В 2021 году Башкортостан занял 9-е в Чемпионате России, 9-е место в Спартакиаде молодежи России, 6-е место на Кубке России. В 2022 году команда Республики Башкортостан впервые завоевала бронзовые награды Чемпионата России.
В 2019 году Республика Башкортостан передала в пользование сборным командам помещение по адресу: г. Уфа, ул. Ленина,61.

### Хоккей
Первые хоккейные команды в республике появились в 1953 году при уфимских заводах БЭТО и «Электроаппарат». В 1996 году в Уфе проходил Чемпионат Европы по хоккею с шайбой среди юниоров, в 2007 году матчи молодёжной Суперсерии между сборными России и Канады, а также молодёжный чемпионат мира по хоккею с шайбой 2013 года и др. С 2000 года функционирует Федерация по хоккею с шайбой Республики Башкортостан.
Хоккейные клубы:

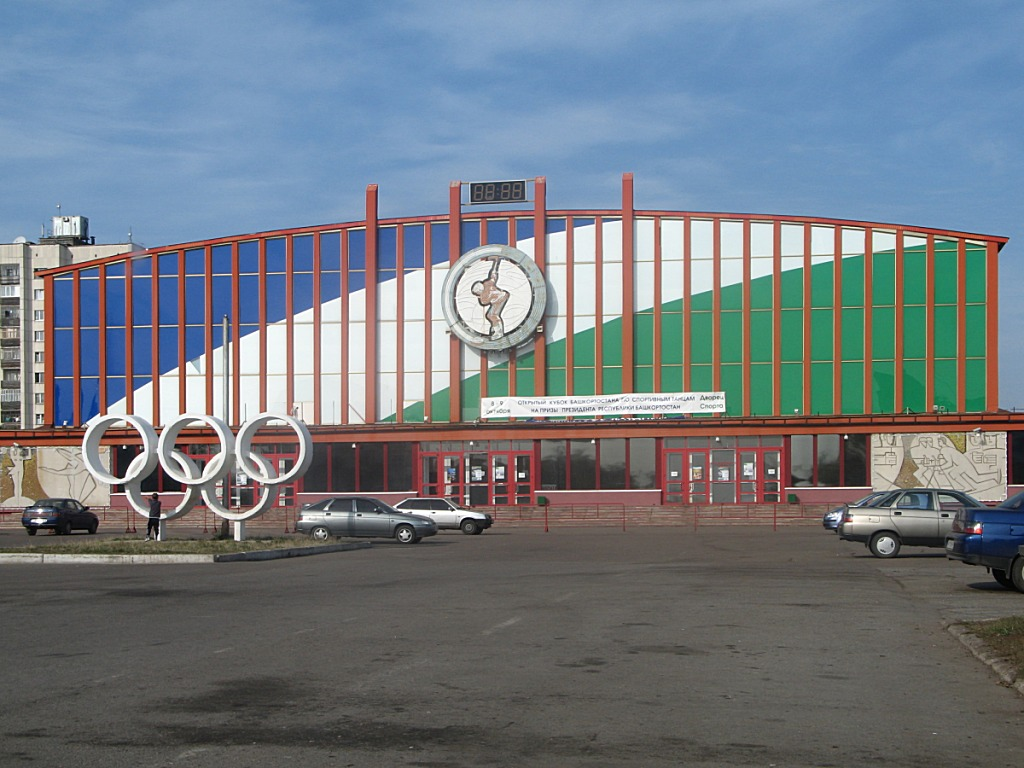
Ледовый дворец Салават Юлаев

- Хоккейный клуб «Салават Юлаев» — базируется в городе Уфе, участник Континентальной хоккейной лиги. Обладатель Кубка ИИХФ 1994 года. Бронзовый призёр Кубка ИИХФ 1995 года. Пятикратный бронзовый призёр чемпионата России (1994/1995, 1995/1996, 1996/1997, 2009/2010, 2015/2016). Двукратный чемпион России (2007/2008, 2010/2011), обладатель Кубка Гагарина (2010/2011), двукратный обладатель Кубка Открытия (2008/2009, 2011/2012), обладатель Кубка Континента (2009/2010), серебряный призёр чемпионата России в сезоне 2013/2014. Трёхкратный победитель Регулярного Чемпионата России и КХЛ (2007/2008, 2008/2009, 2009/2010). Полуфиналист Хоккейной Лиги Чемпионов 2008/2009. Двукратный серебряный призёр Кубка Шпенглера (2007, 2014).
- Хоккейный клуб «Торос» — базируется в городе Нефтекамске. Выступает в Высшей хоккейной лиги. Является фарм-клубом «Салавата Юлаева». Финалист Высшей лиги — 2009/2010. Трёхкратный обладатель Кубка Открытия ВХЛ (2010/2011, 2012/2013, 2013/2014). Двукратный обладатель «Кубка LADA» 2011, 2012. Двукратный бронзовый призёр Высшей лиги (2010/2011, 2013/2014). Трёхкратный обладатель Кубка Братины сезона 2011/2012, 2012/2013, 2014/2015 ,победитель регулярного чемпионата в сезоне 2013/2014.
- Хоккейный клуб «Толпар» — молодёжная команда по хоккею с шайбой из города Уфы, выступающая в Молодёжной хоккейной лиге. Является молодёжной командой клуба «Салават Юлаев». Двукратный бронзовый призёр чемпионата МХЛ (2009/2010, 2010/2011). Победитель Регулярного Чемпионата МХЛ 2010/2011. Вице-чемпион Кубка Мира 2014 среди молодёжный команд.
- Хоккейный клуб «Агидель» — базируется в городе Уфе, участник Чемпионата России по хоккею среди женских команд. Чемпион России 2017/2018 года. Двукратный серебряный призёр чемпионата (2015/2016, 2016/2017). Четырёхкратный бронзовый призёр чемпионата России (2011/2012, 2012/2013, 2013/2014,2014/2015). Победитель Регулярного Чемпионата ЖХЛ 2017/2018 года.
- Хоккейный клуб «Горняк» — хоккейный клуб из г. Учалы. Чемпион РБ 2009, 2010 гг. Обладатель суперкубка РБ 2010 г. Победитель чемпионата Юниорской хоккейной лиги сезона 2012/2013 (дивизион «Урал»). С сезона 2013/2014 выступал в дивизионе Б Молодёжной хоккейной лиги. Двукратный обладатель Кубка Регионов (2015/2016, 2016/2017). Финалист Кубка Регионов 2014/2015. Трёхкратный победитель Регулярного Сезона (2014/2015, 2015/2016, 2016/2017). С сезона 2017/2018 выступает в Высшей хоккейной лиге.
- Детские и юношеские хоккейные клубы из системы клуба «Юрматы», г. Салават, выступают в различных детских и юношеских соревнованиях по хоккею.
- Детский и юношеский хоккейный клуб «Орлан», г. Стерлитамак, выступают в различных детских и юношеских соревнованиях по хоккею.

### Курэш
С давних времён национальная борьба курэш у башкир являлась традиционным соревнованием в йыйынах и сабантуях, широко описана в башкирском фольклоре («Алдар и Зухра» и др.). В 1932 году курэш был впервые введён в программу Спартакиады Урал—Кузбасс. С 1948 года ежегодно проводились чемпионаты республики. В Башкортостане действует около 70 отделений по курэшу в спортивных школах, где на 2012 год занимались свыше 12 тысяч человек. Воспитанники спортивных школ республики многократно становились чемпионами РСФСР, России и мира, победителями Кубка мира и других международных соревнований. С 1966 года функционирует Федерация по национальной борьбе — курэш Республики Башкортостан

### Волейбол
Первые секции по волейболу появились в Уфе в конце 1920-х начала 1930-х гг. В 2011 году в столице Башкортостана проходили матчи Мировой волейбольной лиги. В республике работают свыше 60 отделений по волейболу. В 2011 году в спортивных школах Башкортостана волейболом занимались около 12 тысяч человек. С 2001 года функционирует Федерация по волейболу Республики Башкортостан.
Волейбольные клубы:
- Мужской волейбольный клуб «Урал» (прежние названия клуба — «Нефтяник Башкирии», «Нефтяник Башкортостана») — участник чемпионата России по волейболу (Суперлига). Серебряный призёр чемпионата России — 2012/13.. Финалист европейского Кубка вызова — 2012/13. Серебряный призёр Кубка России — 1999. Четвертьфиналист Кубка Европейской конфедерации волейбола — 2006/07.
- Мужской волейбольный клуб «Нефтехимик» (город Салават) — Лучший результат: Выход в Суперлигу: 2005 г.
- Женский волейбольный клуб «Уфимочка-УГНТУ» (прежние названия «Прометей-УГНТУ») — участник чемпионата России среди женщин в Суперлиге с сезона 2013/2014. Чемпион России среди команд высшей лиги «А» (2012).
- Мужской волейбольный клуб «ВРЗ» — участник 2 дивизиона по волейболу находящийся в Стерлитамаке.

### Мотогонки на льду
- Уфа является неформальной столицей российского трекового мотоспорта. Начиная с 1966 года, когда ФИМ начала проводить личный чемпионат мира, гонщики из России завоевали в нём 94 медали — 34 золотые, 31 серебряную и 29 бронзовых. Лидером и по количеству золотых медалей, завоеванных на личном чемпионате мира по гонкам на льду, и по общему количеству является Уфа — 10 золотых медалей из 15 завоеванных[14].

В Уфе ежегодно проводятся этапы чемпионата мира по мотогонкам на льду. В частности, стадион «Строитель» начиная с 1966 года принял 15 чемпионатов мира (рекорд в России). В разные исторические периоды соревнования проходили на стадионах «Труд», «Динамо», «Строитель» и «Гастелло». На месте стадиона «Труд», в настоящее время, построен ледовый дворец «Уфа-Арена».
Башкирский мотогонщик Кадыров, Габдрахман Файзурахманович был шестикратным чемпион мира в мотогонках на льду (1966, 1968, 1969, 1971—1973) и чемпионом Европы (1964). Успешно выступали спортсмены: Николай Чернов, Б. Самородов, И. Плеханов, Ф. Шайнуров, Г. Куриленко, Ю. Дудорин, М. Старостин, Р. Саитгареев.

### Спидвей

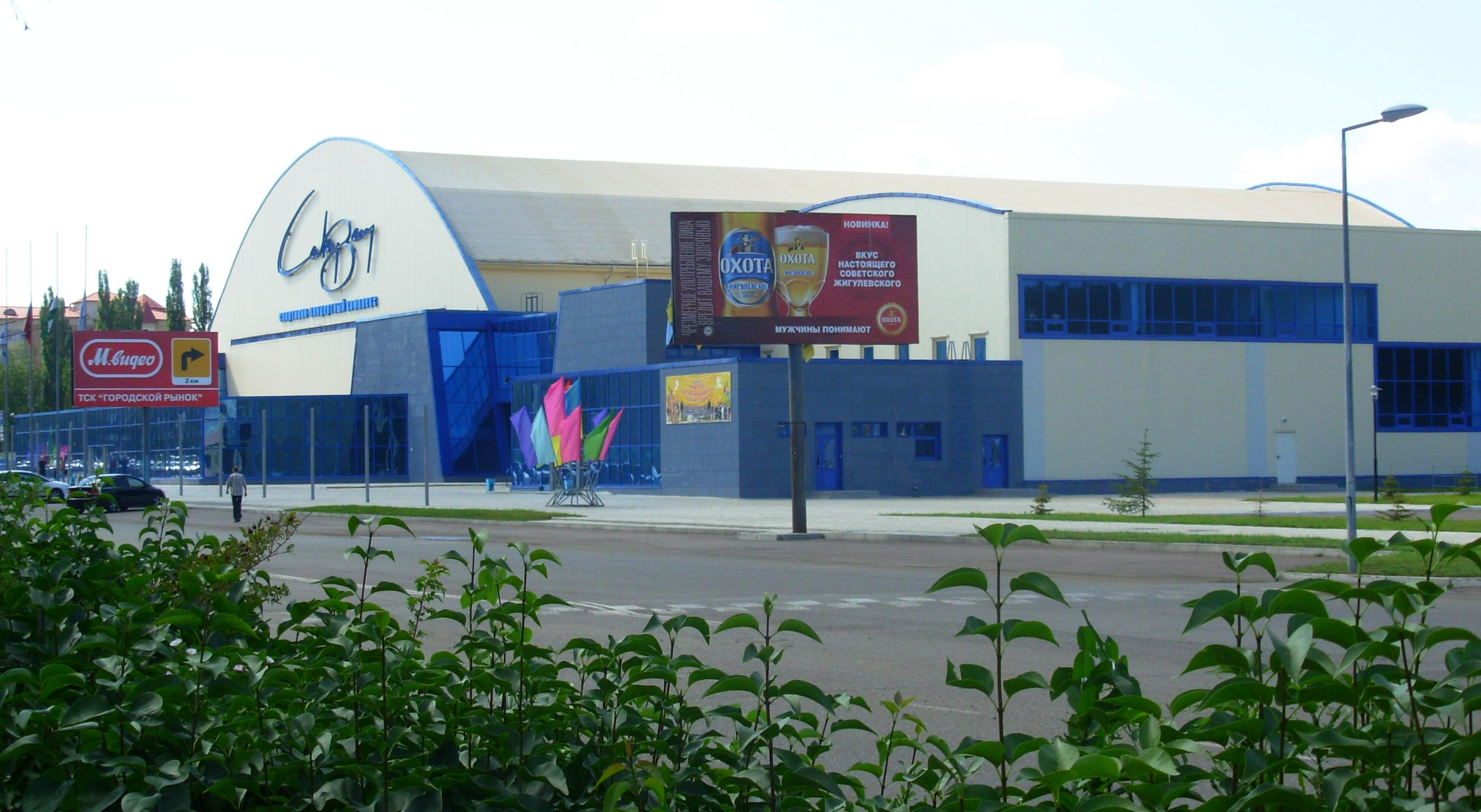
Спортивный комплекс в Салавате

Первые соревнования по спидвею в республике состоялись в Уфе в 1959 году. С этого времени в Уфе, Салавате, Октябрьском и Стерлитамаке состоялись чемпионаты мира, России и СССР по спидвею. В Башкортостане находятся две школы мастеров спидвея, которые входят в число сильнейших в России. В командном чемпионате России по спидвею-2011 из пяти команд — две представляли Башкортостан, это коллективы из городов Салавата и Октябрьского. Также функционируют треки в Мелеузе, Белорецке и Учалах.

### Футбол
Футбол в Башкортостане начал развиваться с 2009 года. В 1912 году была организована футбольная команда в Стерлитамаке, с конца 1920-х — в Белебее, Бирске и других городах республики. В 1913 году Сборная команда г. Уфы стала победителем первого Чемпионата Урала по футболу, а в 1923 году — бронзовым призёром олимпиады Поволжья. С 1939 года начинает проводиться первенство республики по футболу. С 1997 года функционирует Федерация футбола Республики Башкортостан, а с 2000 года — Ассоциация женского футбола Республики Башкортостан.
Футбольные клубы республики
- ФК «Уфа» — футбольный клуб, основанный в 2010 году. Стадион — стадион «Нефтяник» вместимость 15 200 открыт в начале 2015 год; резервный — СДК «Динамо», вместимость — 4500. Основной. После завершения реконструкции вместимость стадиона составит 16000. В сезоне 2011/2012 заняли 2-е место в зоне «Урал-Поволжье» второго дивизиона. С 2012 по 2014 года команда принимала участие в Футбольной Национальной Лиге. В сезоне 2013/2014 команда заняла 4 место в ФНЛ и вышла в стыковые матчи с «Томью». По итогам двух матчей «Уфа» (5:1 и 1:3) с общим счетом 6:4 вышла впервые в своей истории в Премьер-лигу. С сезона 2014/15 выступает в Российской футбольной премьер-лиге. Полуфиналист Кубка России сезона 2016/2017. Победитель Korantina Homes Cup в 2017 году. Участник Раунда плей-офф Лиги Европы УЕФА : 2018/2019.
- Горняк (Учалы) — футбольный клуб из города Учалы. Владельцем команды является Учалинский ГОК. С 2008 по 2013 года выступала в Втором дивизионе ФНЛ. В сезоне 2011/2012 заняли 7 место. В Кубке России 2010/11 клуб дошёл до 1/8 финала; в 1/16 финала 14 июля был обыгран московский «Локомотив» со счётом 1:0.
- «Нефтяник» — футбольный клуб города Ишимбая, основан в 1948 году, является старейшим участником Чемпионата Башкирии и её первым чемпионом (1948 год). Принимал участие в финалах Кубка республики в 1968 и 1976 годах. Несколько раз являлся призёром Чемпионата Башкирии. Выступал также под именами «Нефтемаш» и «Вихрь».
- ФК «Содовик» — футбольный клуб из Стерлитамака. Основан в 1961 году. «Содовик» принадлежал компании ОАО «Сода». Команда выступала в Чемпионате Башкирии, который она выигрывала три раза в 1967, 1971 и в 1991 годах. В 1994 «Содовик» выступал в Третьей лиге, а в 1996 году он занял там первое место и вышел во Вторую лигу. В 2001 и в 2002 годах «Содовик» успешно выступал в своей зоне и имел неплохие шансы выйти в Первый дивизион. В межсезонье 2006—2007 клуб лишился финансирования и был на грани потери статуса профессионального клуба. Однако в последний момент всё же были выделены деньги из бюджета, и клуб прошёл предсезонную аттестацию. В сезоне 2007 года команда заняла предпоследнее, 21 место и вылетела во второй дивизион. Расформирован в 2007 году. В июле 2012 года генеральный директор ФК «Уфа» Шамиль Газизов заявил, что ФК «Содовик» станет местом обкатки молодых и арендованных футболистов для ФК «Уфа» (в планах руководства выход в Премьер-Лигу)[17].

### Биатлон
В республике биатлон начал развиваться с 1950-х гг.. В 1987 году в Уфе была открыта Спортивная школа олимпийского резерва по биатлону. С 2000 года функционирует Федерация биатлонистов Республики Башкортостан.
Спортивный комплекс «Биатлон» в Уфе является одним из крупнейших сооружений по биатлону в России. Построен в 1986 году, а в 2001 году полностью реконструирован. В 2009 году здесь прошёл Чемпионат Европы по биатлону 2009, а в 2006 и 2012 годах — Чемпионаты мира по летнему биатлону, а также проводится этап Кубка России и Чемпионаты России по биатлону. В 2007 году спортивный комплекс получил категорию «А» на проведение международных соревнований от Союза биатлонистов мира. Также крупные спортивные сооружения по биатлону имеются в Белорецке, Ишимбае и Межгорье.

### Велосипедный спорт
Велосипедный спорт в республике развивается с 1920-х гг. В 1923 году был включён в программу I Всебашкирской олимпиады, а в 1925 году была открыта первая секция по велосипедному спорту в Уфе. В 1926 году состоялся первый велопробег Уфа—Оренбург—Уфа (800 км), в 1935 году — Уфа—Новосибирск—Уфа (2550 км), в 1936 году Уфа—Стерлитамак—Белорецк—Миасс (600 км Ныне в республике действует школа олимпийского резерва по велосипедному спорту, центр олимпийской подготовки «Агидель» и 16 отделений в спортивных школах, где на 2011 год занимались свыше 2,5 тысяч человек. С 1995 года функционирует Федерация по велосипедному спорту Республики Башкортостан.
Команды:
- «Агидель» (Уфа) — чемпион РСФСР (1991) и трёхкратный чемпион России (1992—1994), победитель международной гонки в Гвиане (1991), обладатель Кубка России (1993), серебряный призёр Кубка мира (1995).

### Баскетбол
Баскетбольный клуб «Уфимец» — участник Всероссийских соревнований по баскетболу среди мужских команд Суперлиги второго дивизиона.

### Бобслей
В республике бобслей начал развиваться с 1980-х гг. В 1982 году в д.Туманчино Мелеузовского района была построена первая в СССР санно-бобслейная трасса. В 1989 году сборная Башкирской АССР по бобслею стала чемпионом Спартакиады народов СССР.

### Бокс
В республике давно и активно развивается бокс. Сегодня тренером мужской сборной республики Башкортостан является Мария Карабанова. А многократными чемпионами республики Башкортостан например являются: Данис Латыпов, Артур Субханкулов и Азалия Аминева.

### Гандбол
В 1960-х гг. в республике были открыты первые секции по гандболу. В Башкортостане работают Спортивная школа олимпийского резерва № 13, два отделения ДЮСШ, 6 секций, в которых в 2012 году занималось свыше 1 тысячи человек. С 1967 года функционирует Федерация по гандболу Республики Башкортостан.
Гандбольные команды:
- Женская гандбольная команда «Уфа-Алиса» участник чемпионата по Гандболу (Высшая лига). Чемпион России (2004), двукратный бронзовый призёр Чемпионата России (2003, 2011).
- Мужская гандбольная команда «Акбузат» участник чемпионата по Гандболу (Высшая лига).
- Мужская гандбольная команда «Химик» (Стерлитамак) — бронзовый призёр чемпионата РСФСР (1989).

### Мини-футбол
- Мини-футбольный клуб «Динамо-Тималь» выступал в Суперлиге в сезонах 2007-2008 и 2008-2009, после чего был расформирован.
- Мини-футбольный клуб БГПУ в 2007—2010 годах выступал в Высшей лиге, втором дивизионе в структуре российского мини-футбола.

### Фехтование
В Уфе находится один из самых развитых фехтовальных клубов РФ, в котором проводится множество всероссийских соревнований. В Башкортостане фехтование начало развиваться с 1950-х гг. XX века. К 2010 году в детско-юношеских спортивных школах республики и в Центре подготовки высшего спортивного мастерства Башкортостана фехтованием занималось около 1200 человек. С 1961 года функционирует Федерация по фехтованию Республики Башкортостан.

### Теннис
Развитие тенниса в Башкортостане связано с открытием в Уфимском парке первых кортов в 1910 году. В 1923 году теннис был включён в программу I Всебашкирской олимпиады. В 1977 году в Уфе был построен Дворец тенниса. С 1968 года функционирует Федерация по теннису Республики Башкортостан. В Башкортостане работает школа олимпийского резерва по теннису и секции по теннису в спортивных клубах городов Уфы, Стерлитамака, Нефтекамска, Туймазы, Октябрьского и других. В 2009 году в них занимались около 2000 человек.

### Самбо
В республике самбо получило развитие с 1960-х гг. С тех пор в Башкортостане проводились всероссийские и международные турниры. Были открыты спортивные секции в городах Уфе, Стерлитамаке, Кумертау, Салавате и др. Ныне работают отделения по самбо в двух школах олимпийского резерва и свыше 25 ДЮСШ и спортивных клубах республики, где на 2008 год занимались около 6,5 тысяч человек. С 2002 года функционирует Федерация по самбо Республики Башкортостан.

### Дзюдо
В республике дзюдо получило развитие в конце 1960-х гг. в городах Салавате, Стерлитамаке, Кумертау, Уфе, немного позже в Давлеканово, Мелеузе, Октябрьском, Туймазы и др. В 1973 году в Салавате состоялся чемпионат РСФСР по дзюдо. С тех пор в республики проводились Чемпионат Европы, Кубок России, Международные турниры на приз Президента Башкортостана и др. В республике работают около 40 отделений по дзюдо в спортивных школах и клубах, где на 2011 год занимались свыше 3 тысяч человек. С 1997 года функционирует Федерация по дзюдо Республики Башкортостан.

### Тхэквондо
Первые в республике секции по тхэквондо были открыты в Уфе в 1990 году. С тех в Башкортостане проходили различные всероссийские и международные соревнования по данному виду спорта. Секции по тхэквондо работают в городах Уфе, Нефтекамске, Сибае, Межгорье, в них на 2009 год занимались свыше 500 человек. С 1990 года действует Союз по тхэквондо Республики Башкортостан.

### Тхэквондо ГТФ
Спортивная Федерация Тхэквондо (ГТФ) Республики Башкортостан основана в 8 июля 1992 году. Президент и основатель Федерации, Заслуженный работник физической культуры Республики Башкортостан Латипов Фагит Явдатович. Подготовлено более 3865 чемпионов и победителей всероссийских соревнований, 1010 победителей и чемпионов международных турниров. Подготовлено около 120 КМС России, 15 МС России и 5 МСМК. Сборная команда Республики Башкортостан по тхэквондо ГТФ 9 раз заняла I Общекомандное место среди команд РФ На сегодняшней день Федерация Тхэквондо (ГТФ) РБ пропагандирует и развивает вид спорта «тхэквондо (ГТФ)» на территории Республики Башкортостан (номер-код вида спорта: 1820001411Я)

### Ушу
Первые в республике секции по ушу появились в 1991 году при УГНТУ. С 1993 года ежегодно проводятся Чемпионаты Республики Башкортостан и Фестивали восточных единоборств. В республике действуют около 20 спортивных секций в городах Баймак, Белорецк, Октябрьский, Сибай, Учалы, Уфа и в с. Алькино, где на 2009 год занимались свыше 2 тысяч человек. Воспитанники спортивных школ республики многократно становились чемпионами мира и Европы, победителями Кубков мира. С 1994 года функционирует Федерация по ушу Республики Башкортостан.

### Плавание
В 1923 году плавание было включено в программу I Всебашкирской олимпиады. В 1967 году в Уфе и Октябрьском начали действовать первые закрытые бассейны. В республике работают школа олимпийского резерва по плаванию № 18, ДЮСШ № 30 (Уфа), ДЮСШ «Алмаз» (Салават) и 15 отделений по спортивным школам республики, где на 2012 год занимались около 6 тысяч человек. С 1992 года действует Федерация по плаванию Республики Башкортостан.

### Пожарно-прикладной спорт
Спортсмены из Башкортостана одни из сильнейших в России по пожарно-прикладному спорту. Чемпионат мира по пожарно-прикладному спорту 2009 года проводился в Уфе.

### Паралимпийский спорт
Республика Башкортостан является одним из центров паралимпийского спорта в России. В Мишкинском районе в 2016 году был открыт Центр паралимпийского спорта «Триумф». Также ведется строительство Паралимпийского центра в Уфе.

## Спортивные сооружения

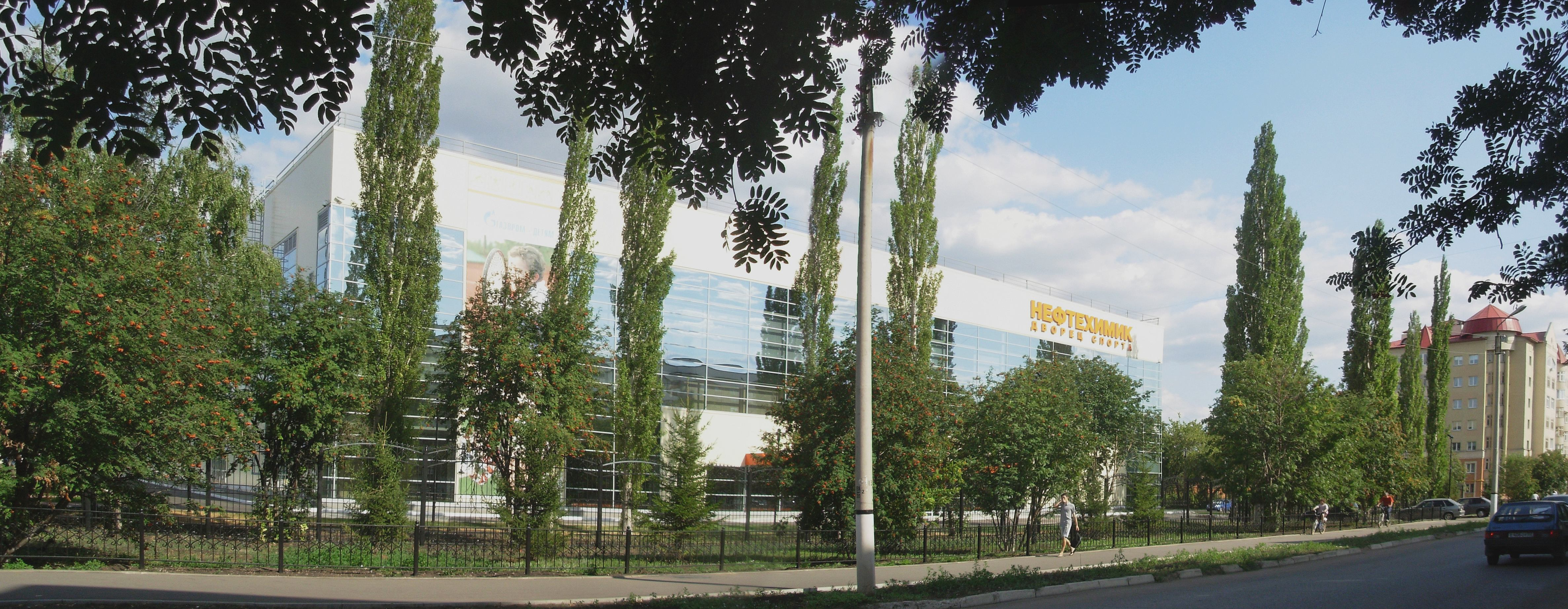
Дворец спорта в Салавате, 2012

Стадионы и другие спортивные сооружения расположены во всех городах республики. На 2008 год в Башкортостане насчитывается свыше 10,3 тысяч спортивных сооружений, в том числе 132 бассейна, 5 дворцов спорта, 42 стадиона, 3285 спортивных залов, 170 лыжных баз, 627 стрелковых тиров и другие.
С 2007 года в Башкортостане введены в эксплуатацию следующие объекты спорта: ФОК «Юрматы» в г. Ишимбае; ФОК в раб. пос. Кармаскалы; ФОК в г. Баймаке; СОК СДЮШОР по греко-римской и национальной борьбе куреш Минобразования Башкирии; ФОК «Беркут» в г. Сибае; крытый каток с искусственным льдом на 2500 зрительских мест в г. Нефтекамске; современные, отвечающие международным и всероссийским стандартам универсальная спортивная арена «Уфа-Арена» с искусственным льдом, ипподром «Акбузат», стадион «Динамо» с искусственным футбольным полем, крытыми плавательным бассейном и легкоатлетическим манежем, спортивно-демонстрационным (игровым) комплексом, спортивными залами в г. Уфе; учебно-спортивные комплексы РОСТО РБ в с. Мраково Кугарчинского и с. Аскарово Абзелиловского районов; СОК с плавательным бассейном в Белебеевском районе; концертно-спортивный комплекс ОАО «СНОС» с крытым катком в г. Салавате.
С декабря 2012 года открылась хоккейная «Стерлитамак-Арена»
Уфа: стадион Нефтяник.

## СМИ
В республике с 2002 года издаётся газеты «Спорт-Эксперт» и с 2003 года — «Спортивная жизнь Башкортостана». Также выпускаются журналы «URALSPORT» (с 2007 года) и «Салават Юлаев» (с 2008 года).

## Выдающиеся спортсмены
В РБ учреждено звание «Выдающийся спортсмен РБ».
Выдающимися спортсменами РБ, мастерами спорта России международного класса являются: Помыкалов Анатолий Сергеевич, Маннанов Ирек Нагимович, Пегов Валентин Алексеевич, Дудорин Юрий Дмитриевич, Зинковский Евгений Валерьевич, Дурнев Виктор Васильевич, Дюпина Любовь Ивановна, Дворник Александр Александрович, Кабиров Марат Мидхатович, Макурин Алексей Васильевич, Носкова Светлана Александровна, Москвин Кирилл Леонидович,
Минигулова Нурсиля Харисовна, Муслимов Павел Ильич, Матвеева Людмила Михайловна, Мавлютова Регина Салаватовна, Макурин Алексей Васильевич, Сабанов Юрий Викторович, Помыкалов Анатолий Сергеевич, Пегов Валентин Алексеевич, Лукьянов Валериян Михайлович, Галеев Донат.